# Dettifoss

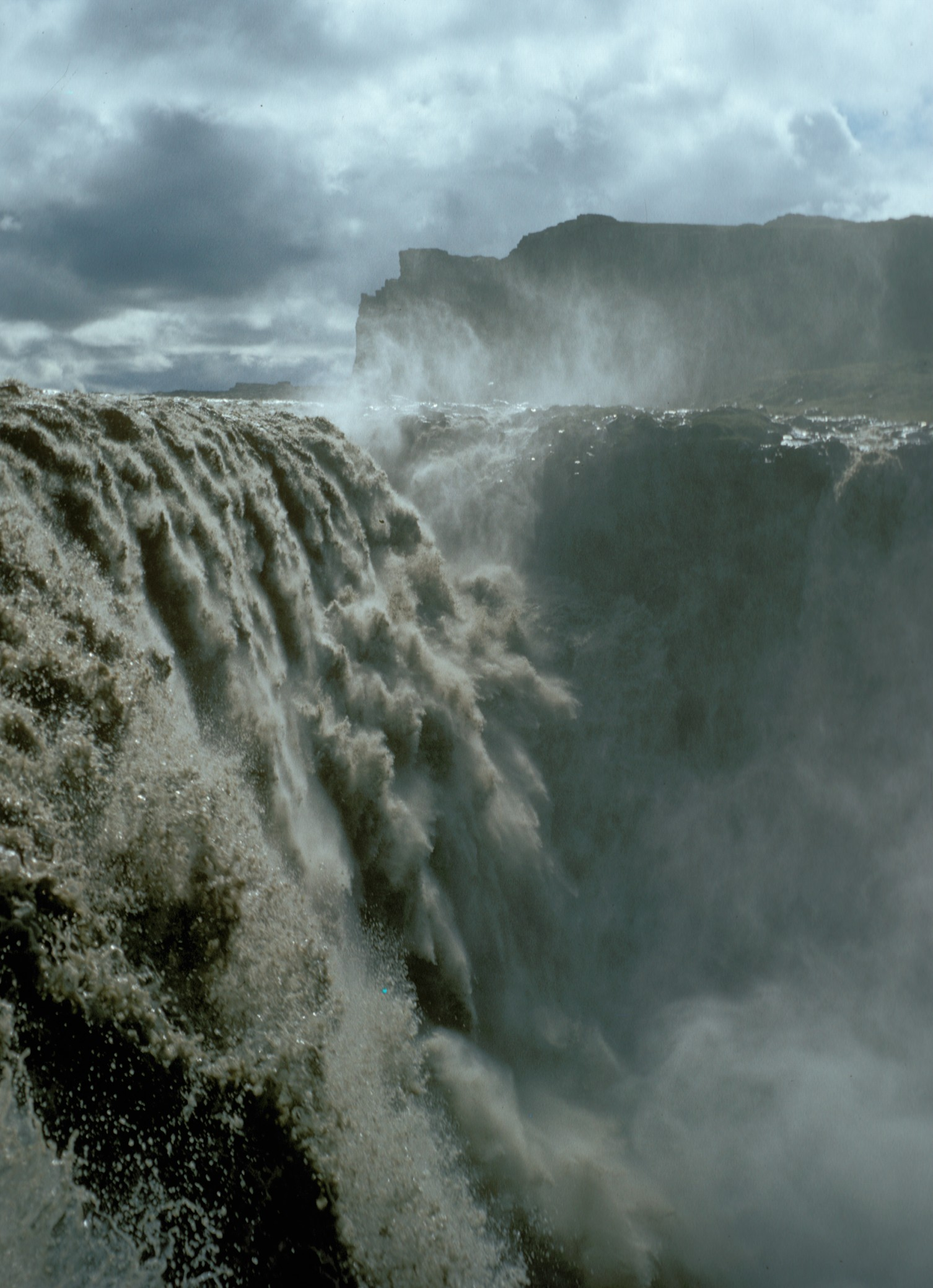
De Dettifoss vanaf de oostelijke oever

De Dettifoss is een waterval in het noordoosten van IJsland. Hij is 44 meter hoog en ruim 100 meter breed, en is wat waterverplaatsing betreft de krachtigste waterval van Europa. In de buurt van de Dettifoss liggen twee kleinere watervallen; circa 2 km stroomafwaarts de Hafragilsfoss (27 meter hoog), en ongeveer 1 km stroomopwaarts de brede Selfoss (11 meter hoog) die uit een stuk of tien naast elkaar liggende watervallen bestaat. Ze liggen in IJslands op een na grootste, 206 km lange, gletsjerrivier Jökulsá á Fjöllum, die vanaf de Vatnajökull komt. Het modderige water perst zich met een volume van meer dan 200 ton per seconde door een ruim 100 meter hoge, 500 meter brede en 25 km lange kloof richting Noordelijke IJszee. Dit gebied maakt deel uit van de Jökulsárgljúfur-canyon (gletsjerrivierkloof) in Nationaal park Vatnajökull.